# 25898 Alpoge
25898 Alpoge (tên chỉ định: 2000 YJ41) là một tiểu hành tinh vành đai chính. Nó được phát hiện bởi dự án Nghiên cứu tiểu hành tinh gần Trái Đất Lincoln ở Socorro, New Mexico, ngày 30 tháng 12 năm 2000. Nó được đặt theo tên Levent Alpoge, an American high school student và finalist in the 2010 Intel Science Talent Search.